# 樹海の糸
「樹海の糸」（じゅかいのいと）は1999年4月14日に発売されたCoccoのメジャー5枚目のシングル。

## チャート成績
彼女のシングルCDの中では最高順位を記録している。
また、シングルとしての売上も「強く儚い者たち」に続き2番目に高い。
発売時点ではタイアップはついていなかったが、発売から17年経過した2016年にNHKドラマ10『運命に、似た恋』の主題歌に使用されることになった。

## 収録曲
（全作詞：こっこ／編曲：根岸孝旨）
1. 樹海の糸（5:29）
  - 作曲：柴草玲
  - NHKドラマ10『運命に、似た恋』主題歌
2. Again（5:07）
  - 作曲：松本二郎
  - 全編英語詞、訳詞つき。

## 参加ミュージシャン
樹海の糸
- 根岸孝旨
  - Electric Bass
  - Electric Guitar
- 古川昌義：Acoustic Guitar
- 白井良明：Electric Guitar
- 柴田俊文：Keyboards
- 向山テツ：Drums

Again
- 佐橋佳幸：Mandolin

## 収録アルバム
樹海の糸
- オリジナル『ラプンツェル』（2000年6月14日)
- ベスト『ベスト+裏ベスト+未発表曲集』（2001年9月5日)
- ベスト『ザ・ベスト盤』　(2011年8月15日)

Again
- ベスト『ベスト+裏ベスト+未発表曲集』（2001年9月5日)

## カバー
- 2014年にTiaraがアルバム『Girl ～Tiara Love Song Covers～』で「樹海の糸」をカバー。